# ウェスタンオンタリオ大学
ウェスタン・オンタリオ大学（英語: University of Western Ontario）は、オンタリオ州ロンドン市に本部を置くカナダの州立大学。1878年創立、1881年大学設置。大学の略称はウエスタン大学、Western University, UWO。
1883年に文学および医学の学位を第一期生へ授与して以降、今日同大学は1,164人の教授陣と29,000人に上る学部および大学院生の学び舎である。研究活動は同大学の存在意義の根幹であり、学外からの研究プロジェクトへの資金提供額は年間1億9千万ドルに上る。大学メインキャンパスの12の学部と3つの提携校を通し60種以上の学位を提供している。
ウェスタンオンタリオ大学は一般にはウェスタン、あるいはUWOと呼ばれることが多い。2012年、法的な正式名称はそのままで、成績証明書と学位記にUniversity of Western Ontarioを用いるが、今後すべての公式広報文書とブランド資料で学名をWestern Universityとすることを発表、公式サイトも「Western University, Canada」と表記されるようになった。なお、同大学は地理的にはオンタリオ州西部ではなく南東部に位置するが、トロント、オタワなどのオンタリオ州の政治・経済の中心地域から見て相対的に西方にあるためこう呼ばれる。
カナダの週刊ニュース雑誌マクリーンズ誌による医学部および広範な博士課程・研究プログラムを持つ大学 (Medical Doctoral Universities) のランキングにおいては例年上位に位置する。

## キャンパス
大学はテムズ川北側の1.6平方キロメートルの敷地に広がり、メインキャンパスは75の建物からなる。図書館システムは7つの主な図書館と7百万を超える書籍、マイクロフィルム、および電子フォーマットの書籍を所有し、カナダ国内最大規模の研究向け図書館システムを構成する。主な図書館は以下の通り：
- Archives and Research Collections Centre
- Business Library
- Education Library
- John and Dotsa Bitove Family Law Library
- Music Library
- Allyn and Betty Taylor Library
- The D.B. Weldon Library
- The Pride Library

学内の運動施設はTDウォーターハウススタジアム、スケートリンクや屋内競技場、カーリング場やテニス場があるトンプソンレクリエーション＆アスレチックセンター、多目的講堂であるアラムナイホール等がある。また、カナダで最古の大学美術館マッキントッシュ美術館などの芸術・演劇施設もある。

## 歴史
大学は1878年主教アイザック・ヘルマスとヒューロン英国国教会協会区により「The Western University of London Ontario」として設立された後、1863年創立されたヒューロンカレッジを統合し現在の姿となっている。創立当初の4学部は文学、神学、法学、医学部で、最初の講義が開始された1881年で、当時は学生数わずか15人であった。1916年にはキングスミル一族が現在の大学の敷地を購入し、 1923年に大学名を今の形に変更した。建学当初に建てられたArts Building（現在のUniversity College）とNatural Science Building（現在のPhysics and Astronomy Building）はネオゴシック様式のデザインである。これらの建物は歴史が深く大学の最も象徴的である建物University Collegeは第一次世界大戦へ出征した40人のミドルセックス郡出身の男子学生を讃えMiddlesex Memorial Towerと名づけられた。また、現在のPhysics and Astronomy Buildingは鬱蒼と生い茂る蔦に覆われ窓も開けられない状況であるが、これは大戦中に研究機密が外部から盗み見られないための配慮である。
創立当初こそ学生数は少なかったが、第二次世界大戦後大学は規模を拡大し、1970年代にはオンタリオ州の大学生の10％がこの大学に在籍していた。また、以後大学は1949年に経営管理学部（現在のリチャード・アイビー経営管理学部）、1957年に工学部、1959年に法学部、そして1963年に教育学部を設立した。
その他の特筆すべき施設にはテムズホール（1950年）、スティーブンソン・ローソンビルディング（1959年）、ミドルセックスカレッジ（時計台のあるもう一つの大学の特徴的建物、1960年）、タルボットカレッジ（1966年）、アラムナイホール（1967年）、ロンドン健康科学センター（大学病院）、ジョン・ロバーツ研究所、ローソン健康研究所、D.B.ウェルドン図書館、ジョン・ラバット視覚芸術センター、UCC（学生会館）、社会科学センター、そしてTDウォーターハウススタジアム（2001年）などがある。また、同校は1940年にカナダで初の大学天文台となるクローニン記念天文台を、1942年にはカナダで最古の大学美術館マッキントッシュ美術館等を設立した。さらに、これらの建築物は大学の各建物は時代の背景を投影しており、オイルショック前後に建築された建物はベビーブーマー人口の増加に対応するため容積ばかりが大きく、さらに不景気の影響でデザインはその時期以前・以後の芸術的な建物とは対照的にコンクリート製の箱のようで、D.B.ウェルドン図書館などは「ブロック図書館」と学生新聞ではしばしば揶揄される。
学生数は現在に至るまで増加の一方であったが、2006年度より10年間にわたり学部課程の受入人数を4,500人に固定し、一方で大学院生、特に留学生の比率を大幅に拡大させる計画がある。大学によると同大学は他のカナダの主要大学と比べ国際的な知名度、およびそれと直結した留学生間の人気が低いことが目下の課題であり、留学生数の増加がその問題に対する最も直接的な対処方法であるとのことである。
スクールカラーは白と紫で、学校のモットーは「Veritas et utilitas」 (Truth and usefulness) である。

## 組織
大学の総長はアーサー・ラバット、学長はポール・ダベンポートである。
大学は60以上の学部及びプログラムを提供している。以下は学部の一覧： 
- 人文学部, website
- 教育学部, website
- 工学部, website
- 健康科学学部, website
- 情報・メディア学部, website
- 法学部, website
- シューリック医歯学部, website
- ドン・ライト音楽学部, website
- リチャード・アイビー経営管理学部, website
- 理学部, website
- 社会科学学部, website

また、大学には以下の3つの提携校がある。
- ブレッシャ・ユニバーシティカレッジ（カトリック; カナダで唯一の女子大学）
- ヒューロン・ユニバーシティカレッジ（カナダ英国国教会）
- キングス・カレッジ（カトリック）

このほかに生涯学習施設がロンドン市内のギャレリアモールに設置されている。
また英語研修課程（ESL）は提携校キングス・カレッジに設置されているがメインキャンパスでは提供されていないこともあり日本人留学生は各学部に数名程度である。

## 学生生活
およそ25,000人の学部生と5,000人の大学院生が在籍する。キングス・カレッジは約3,100名、ヒューロンおよびブレッシャ・ユニバーシティカレッジはそれぞれ約1,000人、500人在籍する。学生寮の名前は大抵川などの大学近隣の自然地形や郡市の名前に由来する。
- 伝統的様式学生寮
  - サウギーン・メイトランドホール（学生数1,252名）
  - メドウェイ・シデンハムホール（600名）
  - デラウェアホール（450名）
  - パースホール（445名）
  - ウェストミンスター・レジデンス（240名）

- スイート様式学生寮
  - エセックスホール（500名）
  - エルギンホール（400名）
  - アラムナイハウス（250名）
  - ロンドンホール（2006年開館予定）

また、提携校はそれぞれ自らの寮を保有している。

## スポーツ・サークル・伝統
大学には175以上の教育、宗教、文化、その他の分野のサークルがある。また、カナダで唯一の日刊学生新聞ガゼットは1904年に創刊されて以来現在に至るまで学生の情報源である。
ウェスタンは伝統的に東に一時間の距離にあるウォータールー大学、ハミルトン市にあるマクマスター大学、キングストン市にあるクイーンズ大学などとライバル関係にある。
ウェスタンは伝統的にパーティー大学として知られていた時期があり、今も周辺社会においてはそうした印象が根強い。また医学・歯学・経営管理学など比較的学費が高い分野の評価が高いという事実や、総長アーサー・ラバットを含めカナダの大手ビール製造会社Labattの創業者一族と大学の縁が深いことも合わせて以前はUWOを「University of Wealthy Ontarians」と呼ぶ向きもあったが、近年はその様子が随分変わってきたというのが学校関係者の一般的な印象である。健康科学部はかつて体育学部として発展したものを改組したものであるため、現在もスポーツ活動が盛んである。マクリーンズ誌による大学ランキングが示すように入学生の高校での平均成績はカナダ国内第4位に位置することからも勉強熱心な学生が近年は大半であるとされる。また学生のより学業を重視した生活スタイルへの変化の煽りを受け2004年には学内にあるバー「スポーク」も改築により大幅に縮小した。しかしながらパーティー大学としての古きよき姿を知る卒業生や大学院生、教授陣からは寧ろ同校の旧来の姿を懐かしむ声も聞かれる。

## 運営資金調達状況
運営資金調達活動「キャンペーン・ウェスタン」が2000年に始動し、強力な愛校心をもつOB・OGに支えられ3億2千万カナダドル以上の個人寄付が寄せられた。総額は5億4千万カナダドルを超え、これはカナダの大学としては最も規模の大きな資金調達活動の１つである。

## 学問
学部課程においては部分的相対評価を実施している。これは成績評価80％以上を与えられる学生の比率が各学部により厳密に指定されており、仮にその比率を超えた場合クラス全員の成績が下方修正されることを意味する。成績に定員があるこの制度を踏まえ、学生に助け合いより競争を勧める教授が多い。

## 特筆すべき学生団体
- 大学学生議会は2千2百万カナダドルの運営資金を持ち、これはカナダの大学では最大である。約50％の学生がこの組織に何らかの形で関わっている。
- マスタングス・チアリーディングは全国選手権で20連勝中である。